# 에른스트 도이치

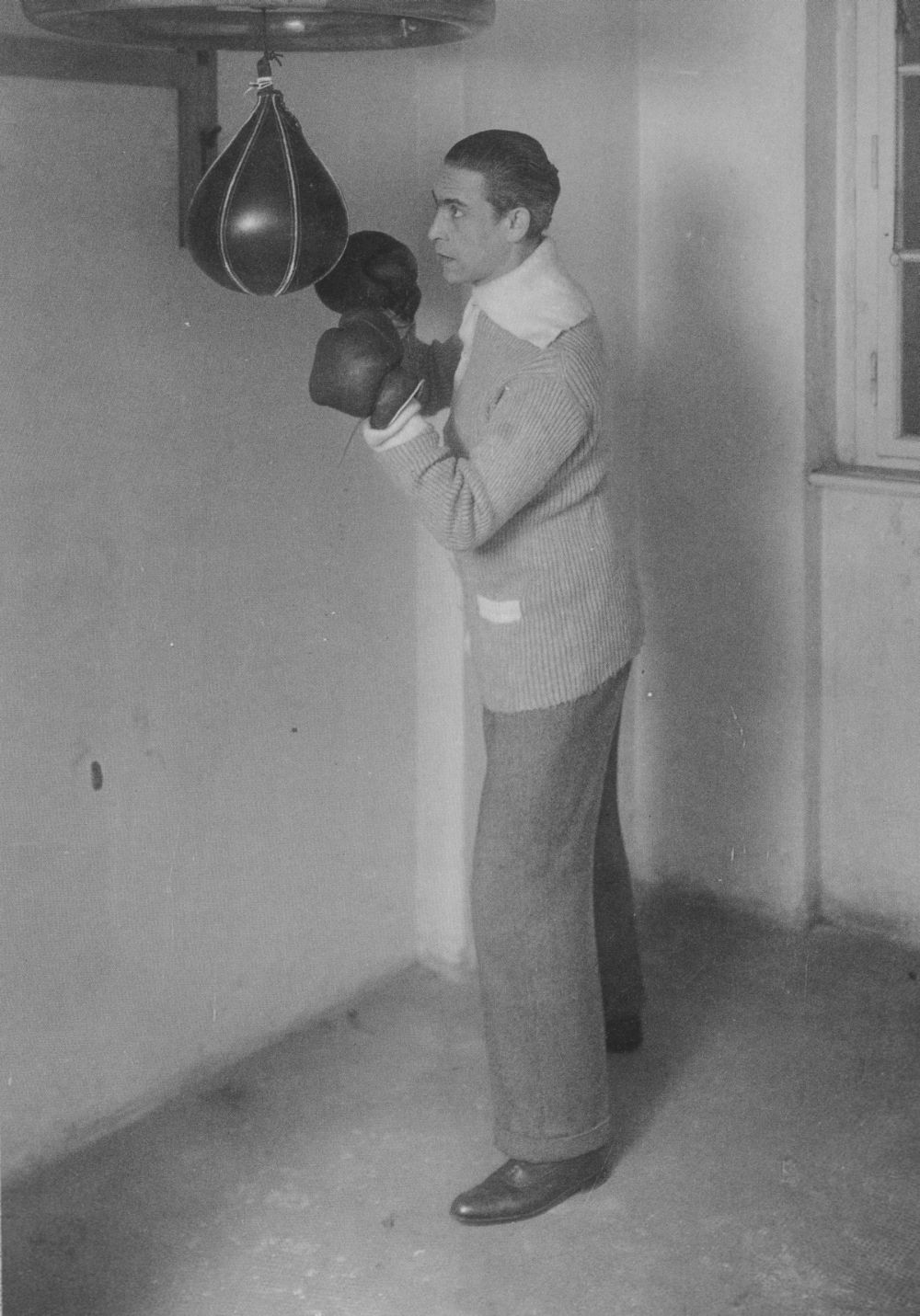

에른스트 도이치(독일어: Ernst Deutsch, 1890년 9월 16일 ~ 1969년 3월 22일)는 오스트리아의 배우이다. 캐럴 리드 감독의 영화 《제3의 사나이》에서 쿠르츠 남작으로 출연했다.
오스트리아 헝가리 제국 치하 프라하에서 태어났으며 1969년 베를린에서 사망하였다. 사인은 심근 경색이다.

## 영화
- 제3의 사나이 (1949년) - 커츠 님작 역
- 죽음의 섬 (1945년) - 드로소스 박사 역
- 이스케이프 (1940년) - 바론 브라운 라이버 역
- 카벨 수녀 이야기 (1939년)
- 골렘 (1920년)